# Стадницкий, Ян Адам
Ян Адам Стадницкий (пол. Jan Adam Stadnicki; ? — 29 июня 1651, битва под Берестечком) — польский государственный и военный деятель, депутат сейма, подкоморий саноцкий.

## Биография
Представитель польского шляхетского рода Стадницких герба «Дружина». Единственный сын Станислава Стадницкого (ок. 1583—1610), каштеляна пшемысльского, и Елены Лесновольской.
В 1629 года Ян Адам Стадницкий избирался на два сейма от Русского воеводства. В 1631 году — депутат сейма от Саноцкого повята. В 1632 году он был избран депутатом на сейм от Русского воеводства, где поддержал кандидатуру Владислава IV Вазы. В том же 1632 году участвовал в элекционном сейме. В 1633 году — депутат коронационного сейма, где был коронован новый монарх Речи Посполитой Владислав IV Ваза. На сейм 1637 года Ян Адам Стадницкий был избран депутатом от Саноцкого повята. 10 февраля этого же года он появился на сейме пьяным (вместе с несколькими другими депутатами) и потребовал от литовских депутатов покинуть первые ряды. В 1639 году он представлял сеймик вишенский. В 1648 году Ян Адам Стадницкий принимал участие в двух сеймах, на конвокационном после смерти короля Владислава IV и элекционном сейме, где поддержал избрание новым королем Яна Казимира Вазы от Русского воеводства. В 1649 году участвовал на коронационном сейме, также принимал участие в сейме 1649/1650 года от Русского воеводства. В 1648 году Ян Адам Стадницкий был назначен подкоморием саноцким.
В 1649 году, командуя хоругвью в составе посполитого рушения Русского воеводства, принимал участие с битве под Зборовом, где польская армия потерпела поражение от казацко-татарских войск запорожского гетмана Богдана Хмельницкого. В 1651 году он командовал этой хоругвью во время битвы под Берестечком, во время которой погиб.
Был владельцем имения Леско (в 1640 году ему принадлежали Леско и 24 деревни). Он также владел рядом имений в Русском воеводстве. Разводил в своих поместьях волов для продажи за границу.
Ян Адам Стадницкий был дважды женат. Его первой женой была Катарина Овадовская, внучка Яна Кохановского. От первого брака у него была дочь Марианна Барбара Стадницкая, которая позднее стал женой каштеляна пшемысльского Анджея Самуила Стадницкого (? — 1678). Во второй раз женился на Барбаре Корыцинской, дочери Николая Корыцинского, от брака с которой потомства не имел.